# Xã Sugar Creek, Quận Logan, Arkansas
Xã Sugar Creek (tiếng Anh: Sugar Creek Township) là một xã thuộc quận Logan, tiểu bang Arkansas, Hoa Kỳ. Năm 2010, dân số của xã này là 570 người.